# Atlantiska cupen 1956
Atlantiska cupen 1956 var den första upplagan av Atlantiska cupen. Cupen avgjordes med tre matcher under perioden 24 juni–8 juli 1956.

## Resultat
| Lag       | S | V | O | F | GM | IM | MS | P |
| --------- | - | - | - | - | -- | -- | -- | - |
| Brasilien | 2 | 1 | 1 | 0 | 2  | 0  | +2 | 3 |
| Argentina | 2 | 1 | 1 | 0 | 2  | 1  | +1 | 3 |
| Uruguay   | 2 | 0 | 0 | 2 | 1  | 4  | −3 | 0 |

| 1 | 24 juni 1956 | Brasilien       | 2 – 0 | Uruguay | Maracanã                                                      |                                                               |
|   |              | Zizinho Canário |       |         | Rio de Janeiro, Brasilien Domare: Frederico Lopes (Brasilien) | Rio de Janeiro, Brasilien Domare: Frederico Lopes (Brasilien) |
|   |              |                 |       |         | Rio de Janeiro, Brasilien Domare: Frederico Lopes (Brasilien) | Rio de Janeiro, Brasilien Domare: Frederico Lopes (Brasilien) |
|   |              |                 |       |         | Rio de Janeiro, Brasilien Domare: Frederico Lopes (Brasilien) | Rio de Janeiro, Brasilien Domare: Frederico Lopes (Brasilien) |

| 2 | 1 juli 1956 | Uruguay           | 1 – 2   | Argentina               | Estadio Centenario                                   |                                                      |
|   |             | Julio Abbadie 56′ | (0 – 0) | Ernesto Grillo 52′, 82′ | Montevideo, Uruguay Domare: Erwin Hieger (Österrike) | Montevideo, Uruguay Domare: Erwin Hieger (Österrike) |
|   |             |                   |         |                         | Montevideo, Uruguay Domare: Erwin Hieger (Österrike) | Montevideo, Uruguay Domare: Erwin Hieger (Österrike) |
|   |             |                   |         |                         | Montevideo, Uruguay Domare: Erwin Hieger (Österrike) | Montevideo, Uruguay Domare: Erwin Hieger (Österrike) |

| 3 | 8 juli 1956 | Argentina | 0 – 0 | Brasilien | Estadio Presidente Perón                              |  |
|   |             |           |       |           | Avellaneda, Argentina Domare: Juan Brozzi (Argentina) |  |
|   |             |           |       |           |                                                       |  |
|   |             |           |       |           |                                                       |  |